# Jacques Yonnet
Jacques Yonnet, né le 22 juin 1915 à Paris où il est mort le 15 août 1974, est un poète, parolier, dessinateur, peintre, sculpteur, et écrivain français. Son fils Dominique est le père de Jean-Jacques et de Frédéric Yonnet.

## Biographie
Fils de Amynthe Amédée Yonnet, peintre en bâtiment, et de Renée Yvonne Corbin, chapelière, Jacques Albert Charles est né chez ses parents au 16 rue Ferdinand-Duval (Paris 4e).
Il est surtout connu pour son livre Rue des maléfices. Chronique secrète d'une ville (antérieurement publié sous le titre Enchantements sur Paris, 1954 chez Denoël), qu'une génération d'auteurs (dont Raymond Queneau, mais aussi Jacques Audiberti, Jacques Prévert, Marcel Béalu, Claude Seignolle) admirait comme l'un des meilleurs livres écrits sur Paris, sous l'Occupation. Jacques Yonnet était un ami de Robert Doisneau dont les photographies illustrent l'édition originale de son livre majeur. Témoin privilégié des bas-fonds du vieux Paris, Jacques Yonnet y rapporte une série de mystérieux ou truculents récits, peuplés d'âmes perdues, clochards, truands, gitans, traînards de bistrots ; légendes et mystères se mêlent à des aventures en tout genre, notamment celles liées à la résistance parisienne, que l'auteur retranscrit en historiographe et « ethnographe », précisant qu'il est « là pour voir, sentir, observer - subir ».

### Résistance
Pendant la guerre, Jacques Yonnet participe très activement à la Résistance parisienne : missions de liaisons radio, de reconnaissance, mission à Londres, exécution d'un traître… En septembre 1944, son article « Petiot, soldat du Reich » dans Résistance provoqua l'ouverture d'une enquête judiciaire et policière à l'encontre de Marcel Petiot, sinistre et criminel médecin qui avait assassiné dans son cabinet de la rue Le Sueur à Paris des dizaines de personnes, dont nombre de Juifs, auxquels il avait fait croire qu'il allait les faire évader de France. Petiot se dissimulait sous de faux noms au sein même de la Résistance parisienne. Condamné à mort pour meurtres, il est exécuté en 1946.

### Après la guerre
À la fin des années 1950, Jacques Yonnet fut chroniqueur gastronomique à L'Auvergnat de Paris grâce à son ami Pierre Chaumeil. Il y écrivit des centaines de pages à la fois fantaisistes et poétiques, accompagnées de dessins, à la gloire des bistrots parisiens. Jacques Yonnet fut aussi l'auteur d'une bande dessinée, de deux plaquettes de poèmes, de chansons loufoques, d'une œuvre pathétique : Gagne ta guerre !…

## Canulars
Jacques Yonnet fut l'auteur, avec ses amis Bob Giraud, Dignimont et Robert Doisneau, de nombreux canulars. En 1936, ce fut celui de la « Fabrique des Enfants rouges », un reportage bidon publié dans la revue d'extrême droite Candide, dans lequel il était raconté que les communistes français séquestraient des orphelins pauvres dans un camp pour leur inculquer le marxisme.